# 須藤祐実
須藤 祐実（すどう ゆみ、1988年2月3日 - ）は、日本の女性声優、元子役。神奈川県出身。青二プロダクション所属。

## 来歴
明治学院大学文学部英文学科卒業。以前は劇団ひまわりに所属していた。小学1年生（6歳）のころから声優の仕事をしている。
『ハリー・ポッター』シリーズの日本語吹き替えでは第1作『ハリー・ポッターと賢者の石』から全作でハーマイオニー・グレンジャー役を演じている。以降、ハーマイオニーを演じたエマ・ワトソンの吹き替えを複数の作品で担当している。
須藤自身もワトソンに入れ込んでおり、ワトソンが実写映画『美女と野獣』のベル役を務めると知った際には「ぜひ私に吹き替えをやらせていただきたい」と意欲を見せていたが、実現には至らず、同役は昆夏美が吹き替えた。
また須藤は、『ハリー・ポッター20周年記念: リターン・トゥ・ホグワーツ』でワトソンを再演した際には胸が熱くなったといい、「エマにまた会えてとても嬉しかった」とも語った。
アニメ『サブマリン707R』ではエンディングテーマ曲を歌った。
2019年8月26日には一般男性との入籍、2020年5月26日には長女を出産したことをそれぞれTwitterで公表した。

## 人物
声優としては、多数の洋画、アニメ等に出演しており、CM、VPナレーションも多数務めている。
趣味は海外旅行、歌唱、映画観賞、外国語の勉強。特技はジャズダンス、テニス、走ること、韓国語、英語、細かい作業。
資格・免許は漢検2級、英検準2級、TOEIC665点。

## 出演
太字はメインキャラクター。

### テレビアニメ
1990年代
- 逮捕しちゃうぞ（1996年、まほ）
- デビルマンレディー（1998年、高島レミ / フレイム）
- 週刊ストーリーランド（1999年、澤部の娘、エリ、愛子）

2000年代
- LAST EXILE（2003年、ドゥーニャ・シェーア）
- DearS（2004年、委員長）
- IGPX（2005年、ヒマワリ・アオイ）
- ゲゲゲの鬼太郎（第5作）（2007年、井森真名）
- モノノ怪 「化猫」（2007年、乗客）
- ONE PIECE（2007年、アビ）
- ルパン三世 sweet lost night 〜魔法のランプは悪夢の予感〜（2008年、子供時代のドリュー）

2010年代
- ジュエルペット てぃんくる☆（2010年、錦木七海）
- ちびまる子ちゃん（2010年 - 2012年、ひろ子ちゃん、麻実）
- 異国迷路のクロワーゼ The Animation（2011年、少女1）
- デジモンクロスウォーズ 〜時を駆ける少年ハンターたち〜 （2011年、貴橋マミ）
- 牙狼〈GARO〉-炎の刻印-（2014年、ヒメナ・コロナード）
- ヴァイオレット・エヴァーガーデン（2018年、マリア）
- ドラえもん（テレビ朝日版第2期）（2018年、子ども）
- ゲゲゲの鬼太郎（第6作）（2019年、木の子）

2020年代
- シルバニアファミリー シリーズ（2022年 - 2023年、ダーン、メリー） - 2シリーズ

### OVA
- 逮捕しちゃうぞ（1995年、まほ）
- サブマリン707R（2003年、速水あゆみ[14]）

### ゲーム
2008年
- WALL・E/ウォーリー（イヴ）
- drastic Killer（麻野ありさ / ネルヴェル）
- ポイズンピンク（テージ）

2009年
- 龍が如く3（綾子）
- Lucian Bee's RESURRECTION SUPERNOVA（ソフィ）

2010年
- 龍が如く4 伝説を継ぐもの（綾子）

2011年
- 龍が如く OF THE END（綾子）

2012年
- 恋は校則に縛られない!（古澄凛）
- NINJA GAIDEN 3（カンナ）
- ルーンファクトリー4（リンファ）

2015年
- オトカ♥ドール（魔王ルシ子）

2016年
- ドラゴンボール ゼノバース2（タイムパトローラー）
- 龍が如く6 命の詩。（綾子）

2018年
- グランブルーファンタジー（2018年 - 2020年、ニヒリス、アイナ、リアラ）

2019年
- ハリー・ポッター：魔法同盟（ハーマイオニー・グレンジャー）

2023年
- 龍が如く7外伝 名を消した男（綾子）

### 吹き替え

#### 担当女優
エマ・ワトソン
- ディス・イズ・ジ・エンド 俺たちハリウッドスターの最凶最期の日（本人）
- ハリー・ポッターシリーズ（ハーマイオニー・グレンジャー）
  - ハリー・ポッターと賢者の石
  - ハリー・ポッターと秘密の部屋
  - ハリー・ポッターとアズカバンの囚人
  - ハリー・ポッターと炎のゴブレット
  - ハリー・ポッターと不死鳥の騎士団
  - ハリー・ポッターと謎のプリンス
  - ハリー・ポッターと死の秘宝 PART1
  - ハリー・ポッターと死の秘宝 PART2

- ハリー・ポッター20周年記念: リターン・トゥ・ホグワーツ（本人）
- バレエ・シューズ（ポーリーン・フォッシル）
- ブリングリング（ニッキー）

ヒラリー・ダフ
- カデット・ケリー（ケリー）
- ヒラリー・ダフのハート・オブ・ミュージック（テリー）
- リジー&Lizzie（リジー・マグワイア）
- リジー・マグワイア・ムービー（リジー・マグワイア）

ヘイデン・パネッティーア
- タイタンズを忘れない（シェリル・ヨースト）
- ダイナソー（スーリ）
- バグズ・ライフ（ドット姫）

#### 映画
- アルティメイト・クリスマスプレゼント（アリー）
- Easy A（リアノン）
- 永遠の片思い（ジュン〈ムン・グニョン〉）
- エディーズ・ミリオンダラー・クックオフ（ブリジット）
- カウガールズ・アンド・エンジェルズ（アイダ・クレイトン〈ベイリー・マディソン〉）
- 奇跡の人 ヘレン・ケラー物語（サリバン〈幼少時代〉）
- キャプテン・ウルフ（ゾーイ・プラマー〈ブリタニー・スノウ〉）
- キャプテンコック エディー（ブリジット）
- クローゼットに閉じこめられた僕の奇想天外な旅（マリー〈エリン・モリアーティ〉[23]）
- コレリ大尉のマンドリン（レモニ）
- サウンド・オブ・ミュージック（ルイーザ〈ヘザー・メンジース〉）※テレビ東京版
- スマーフ
- 隣の家の少女（スーザン・ローリン）
- トラブル・キッズ マックス・キーブルの大逆襲（ミーガン）
- ナニー・マクフィーと空飛ぶ子ブタ（セリア・グレイ〈ロージー・テイラー＝リットソン〉）
- パシフィアー（ゾーイ）
- パトリオット（マーガレット・マーティン〈ミカ・ブーレム〉）※ソフト版
- ハンナ（ソフィー〈ジェシカ・バーデン〉）
- フェアリーテイル（フランシス）
- ブレイド（シャーロット〈エミリー・ハースト〉）※ソフト版
- マイティ・ジョー（ジル〈幼少期〉〈ミカ・ブーレム〉）※DVD・ビデオ版
- マックス&エリー 15歳、ニューヨークへ行く!（エリー〈リアナ・リベラト〉）
- マックス・キーブルス・ビッグ・ムービー（ミーガン）
- マドレーヌ（ニコール）
- ミラクル・ペティント（オリビア〈幼少期〉）
- レジェンド・オブ・ジョニー・リンゴ（ナティティ）
- 6才のボクが、大人になるまで。（サマンサ・エヴァンス〈ローレライ・リンクレイター〉）

#### ドラマ
- WITHOUT A TRACE/FBI 失踪者を追え!（ジェニファー・ロング）
- グッド・ワイフ（グレース・フロリック〈マッケンジー・ヴェガ〉）
- Glee/グリー（キティ・ワイルド〈ベッカ・トビン〉）
- クリスマス・マジック プレゼントはお天気マシーン（アリー・トンプソン〈ハリー・ハーシュ〉）
- しあわせの処方箋（キャシー）
- CSI:マイアミ9（エルサ・フェルナンデス）
- シークレット・アイドル ハンナ・モンタナ（シエナ）
- スーパーナチュラル シーズン10 #12（ティナ〈子供〉〈マドレーヌ・アーサー〉）
- ナース・ジャッキー（グレース・ペイトン〈ルビー・ジャーインス〉）
- 緑の丘のブルーノ（アンナ）
- ワンス・アポン・ア・タイム（シンデレラ（アシュリー・ボイド）〈ジェシー・シュラム〉）
- ワンだー・エディ（サリファ）

#### アニメ
- ちいさなプリンセス ソフィア（ウーナ王女）
- 怪盗グルーシリーズ（マーゴ）
  - 怪盗グルーの月泥棒 3D
  - 怪盗グルーのミニオン危機一発
  - 怪盗グルーのミニオン大脱走
  - 怪盗グルーのミニオン超変身[24]

### ナレーション
- Going!Sports&News（日本テレビ）
- みなとみらいスクリーンネット
- 新しい波24（フジテレビ）
- あさチャン!（TBS）[25]
- AKB48 サヨナラ毛利さん（日本テレビ）

### テレビドラマ
- 大河ドラマ
  - 八代将軍吉宗
  - 秀吉（子供）
- ドラマ愛の詩 ズッコケ三人組 （湯原恭子）
- なつぞら（声の出演）

### ラジオドラマ
- FMシアター 奇跡の星（美香）
- 青春アドベンチャー 翼はいつまでも（阿部貞子）
- 青山二丁目劇場
  - 新しい部屋（ふうちゃん）
  - 新たなスタートライン（大川今日子）
  - おばあちゃんのタイムカプセル （美優）
  - 彼女には秘密がある （葉桜みつき）
  - きつねの窓（朗読）
  - キッチンぶたぶた　初めてのお一人様（穂積由良）
  - 午前0時のラジオ局 （山野佳澄）
  - 佐武と市捕物控 菊人形（お登勢）
  - 死なない男は棺桶で二度寝する（若い頃のユキ）
  - 空に記す 〜沖縄編〜 (二宮灯)
  - 藤子の恋（小笠原藤子）
  - ホタルコンシェルジュ（ミサキ）
  - 牡丹燈籠 真夜中のヒロイン（トモコ）
  - 流氷の秘密（マキ)
  - プラチナキャスト2（亜子）

### シリーズ一覧
1. ↑  『フレアのハッピーダイアリー』（2022年）、『フレアのゴー・フォー・ドリーム!』（2023年）